# 石橋喜祐
石橋 喜祐（いしばし きゆう、1857年4月27日（安政4年4月4日） - 没年不明）は、日本の篤農家、実業家。石材販売合資会社代表社員。早良銀行、姪浜魚市、姪浜石材各取締役。族籍は福岡県平民。

## 人物
福岡県平民・石橋太七の二男。1874年5月、分家して一家を創立した。銀行、会社役員である。住所は福岡県早良郡姪浜町（現・福岡市西区姪浜）。

## 家族・親族
石橋家
- 妻・モト（1865年 - ?、福岡、石橋傳四郞の長女）[1]
- 男・太十郞（1887年 - ?）[1]
- 男・豐治郞（1889年 - ?）[1]
- 三男・宗祐（1899年 - ?）[1]
- 五男・恭祐（1907年 - ?）[1]
- 女・シマ（1897年 - ?）[1]
- 二女[1]
- 三女（1894年 - ?、福岡、酒造業・奥村大介の妻）[7]
- 五女[1]